# Listă de comune din raionul Ialoveni
Această listă conține comunele din raionul Ialoveni, Republica Moldova, cu satele din componența lor. Celulele gri indică localitățile consemnate ca „sat (comună)” în Legea privind organizarea administrativ-teritorială a Republicii Moldova.
| Comuna        | Satul de reședință | Sate componente |
| ------------- | ------------------ | --------------- |
| —             | —                  | Bardar          |
| —             | —                  | Cărbuna         |
| —             | —                  | Cigîrleni       |
| —             | —                  | Costești        |
| —             | —                  | Dănceni         |
| Gangura       | Gangura            | Alexandrovca    |
| Gangura       | Gangura            | Gangura         |
| Gangura       | Gangura            | Homuteanovca    |
| Gangura       | Gangura            | Misovca         |
| —             | —                  | Hansca          |
| —             | —                  | Horești         |
| —             | —                  | Horodca         |
| —             | —                  | Malcoci         |
| Mileștii Mici | Mileștii Mici      | Mileștii Mici   |
| Mileștii Mici | Mileștii Mici      | Piatra Albă     |
| —             | —                  | Molești         |
| —             | —                  | Nimoreni        |
| —             | —                  | Pojăreni        |
| —             | —                  | Puhoi           |
| Răzeni        | Răzeni             | Mileștii Noi    |
| Răzeni        | Răzeni             | Răzeni          |
| Ruseștii Noi  | Ruseștii Noi       | Ruseștii Noi    |
| Ruseștii Noi  | Ruseștii Noi       | Ruseștii Vechi  |
| —             | —                  | Sociteni        |
| —             | —                  | Suruceni        |
| Țipala        | Țipala             | Bălțați         |
| Țipala        | Țipala             | Budăi           |
| Țipala        | Țipala             | Țipala          |
| —             | —                  | Ulmu            |
| —             | —                  | Văratic         |
| —             | —                  | Văsieni         |
| Zîmbreni      | Zîmbreni           | Găureni         |
| Zîmbreni      | Zîmbreni           | Zîmbreni        |